# (500316) 2012 RS23
(500316) 2012 RS23 es un asteroide perteneciente al cinturón de asteroides, descubierto el 18 de agosto de 2006 por el equipo del Spacewatch desde el Observatorio Nacional de Kitt Peak, Arizona, Estados Unidos.

## Designación y nombre
Designado provisionalmente como 2012 RS23.

## Características orbitales
2012 RS23 está situado a una distancia media del Sol de 3,191 ua, pudiendo alejarse hasta 3,650 ua y acercarse hasta 2,732 ua. Su excentricidad es 0,143 y la inclinación orbital 5,599 grados. Emplea 2082,45 días en completar una órbita alrededor del Sol.
Los próximos acercamientos a la órbita de Júpiter se producirán el 2 de diciembre de 2090, el 4 de enero de 2102 y el 17 de febrero de 2113, entre otros.

## Características físicas
La magnitud absoluta de 2012 RS23 es 16,7.